# Derde klasse 1993-94 (voetbal België)
Het seizoen 1993/94 van de Belgische Derde Klasse ging van start op 3 september 1993 en eindigde op 22 mei 1994. RAA Louviéroise won in Derde Klasse A, K. Patro Eisden won in Derde Klasse B.

## Reglementswijziging
Vanaf dit seizoen werd het principe van periodekampioenen toegepast. Elke periode bestaat uit 10 wedstrijden zodat er in totaal drie periodekampioenen zijn per reeks. Deze teams kwalificeerden zich voor de promotie-eindronde. In totaal nemen acht teams mee aan deze eindronde (vier teams per reeks). Naast de drie periodekampioenen worden de overige twee plaatsen toegewezen aan de clubs die het hoogst zijn geëindigd in het klassement. Dit principe wordt ook toegepast voor het geval één team meer dan één periode wint.
De twee teams die op de voorlaatste plaats eindigen, spelen een barragewedstrijd om te bepalen wie moet degraderen.

## Gedegradeerde teams
Deze teams waren gedegradeerd uit de Tweede Klasse voor de start van het seizoen:
- KFC Turnhout (rechtstreeks)
- KFC Zwarte Leeuw (rechtstreeks)

## Gepromoveerde teams
Deze teams waren gepromoveerd uit de Vierde Klasse voor de start van het seizoen:
- KFC Izegem (kampioen 4A)
- FC Denderleeuw (kampioen 4B)
- KFC Herentals (kampioen 4C)
- RCS Verviétois (kampioen 4D)

## Promoverende teams
Deze teams promoveerden naar Tweede Klasse op het eind van het seizoen:
- RAA Louviéroise (kampioen 3A)
- K. Patro Eisden (kampioen 3B)
- KVV Overpelt-Fabriek (eindronde)

## Degraderende teams
Deze teams degradeerden naar Vierde Klasse op het eind van het seizoen:
- Eendracht Wervik (rechtstreeks uit 3A)
- KFC Heultje (rechtstreeks uit 3B)
- KFC Heist Sportief (eindronde)

## Eindstand
| Legende                                |
| -------------------------------------- |
| Kampioen + promotie naar Tweede Klasse |
| Kwalificatie voor promotie-eindronde   |
| Kwalificatie voor degradatie-eindronde |
| Degradatie naar Vierde Klasse          |

### Derde Klasse A
|   |    |                              | P  | W  | G  | V  | +  | -  | DS  | Ptn |
| - | -- | ---------------------------- | -- | -- | -- | -- | -- | -- | --- | --- |
| K | 1  | RAA Louviéroise              | 30 | 16 | 13 | 1  | 47 | 18 | 29  | 45  |
| E | 2  | FC Denderleeuw               | 30 | 17 | 7  | 6  | 54 | 26 | 28  | 41  |
| E | 3  | KFC Vigor Wuitens Hamme      | 30 | 13 | 9  | 8  | 54 | 30 | 24  | 35  |
|   | 4  | R. Olympic Club de Charleroi | 30 | 12 | 11 | 7  | 57 | 42 | 15  | 35  |
| E | 5  | KSK Roeselare                | 30 | 12 | 9  | 9  | 39 | 37 | 2   | 33  |
| E | 6  | RCS Verviétois               | 30 | 11 | 11 | 8  | 41 | 37 | 4   | 33  |
|   | 7  | RAEC Mons                    | 30 | 8  | 16 | 6  | 31 | 29 | 2   | 32  |
|   | 8  | R. Union Saint-Gilloise      | 30 | 9  | 11 | 10 | 34 | 35 | −1  | 29  |
|   | 9  | RFC Namur                    | 30 | 9  | 11 | 10 | 44 | 48 | −4  | 29  |
|   | 10 | RFC Tilleur-Saint-Nicolas    | 30 | 9  | 10 | 11 | 33 | 45 | −12 | 28  |
|   | 11 | R. Francs Borains            | 30 | 11 | 5  | 14 | 43 | 44 | −1  | 27  |
|   | 12 | Standaard Wetteren           | 30 | 9  | 8  | 13 | 34 | 41 | −7  | 26  |
|   | 13 | KFC Izegem                   | 30 | 8  | 10 | 12 | 43 | 40 | 3   | 26  |
|   | 14 | KFC Avenir Lembeek           | 30 | 8  | 10 | 12 | 30 | 40 | −10 | 26  |
| E | 15 | KFC Roeselare                | 30 | 8  | 6  | 16 | 25 | 44 | −19 | 22  |
| D | 16 | Eendracht Wervik             | 30 | 1  | 11 | 18 | 25 | 78 | −53 | 13  |

### Derde Klasse B
|   |    |                           | P  | W  | G  | V  | +  | -  | DS  | Ptn |
| - | -- | ------------------------- | -- | -- | -- | -- | -- | -- | --- | --- |
| K | 1  | K. Patro Eisden           | 30 | 21 | 8  | 1  | 64 | 23 | 41  | 50  |
| E | 2  | R. Cappellen FC           | 30 | 20 | 8  | 2  | 63 | 21 | 42  | 48  |
| E | 3  | KVV Overpelt-Fabriek      | 30 | 16 | 9  | 5  | 50 | 26 | 24  | 41  |
| E | 4  | KFC Herentals             | 30 | 12 | 10 | 8  | 46 | 38 | 8   | 34  |
| E | 5  | Hoogstraten VV            | 30 | 12 | 8  | 10 | 42 | 31 | 11  | 32  |
|   | 6  | KFC Turnhout              | 30 | 11 | 7  | 12 | 48 | 37 | 11  | 29  |
|   | 7  | KSV Mol                   | 30 | 8  | 13 | 9  | 27 | 37 | −10 | 29  |
|   | 8  | K. Tubantia Borgerhout VK | 30 | 7  | 14 | 9  | 43 | 44 | −1  | 28  |
|   | 9  | K. Berchem Sport          | 30 | 9  | 8  | 13 | 32 | 46 | −14 | 26  |
|   | 10 | KVO Aarschot              | 30 | 9  | 8  | 13 | 35 | 57 | −22 | 26  |
|   | 11 | KFC Poederlee             | 30 | 8  | 10 | 12 | 34 | 39 | −5  | 26  |
|   | 12 | KSC Hasselt               | 30 | 8  | 10 | 12 | 34 | 41 | −7  | 26  |
|   | 13 | K. Beringen FC            | 30 | 6  | 14 | 10 | 33 | 40 | −7  | 26  |
|   | 14 | KFC Zwarte Leeuw          | 30 | 10 | 4  | 16 | 36 | 41 | −5  | 24  |
| E | 15 | KFC Heist Sportief        | 30 | 3  | 12 | 15 | 34 | 60 | −26 | 18  |
| D | 16 | KFC Heultje               | 30 | 4  | 9  | 17 | 19 | 59 | −40 | 17  |

## Titelwedstrijd Derde Klasse
De twee teams die kampioen werden in hun reeks, RAA Louviéroise en K. Patro Eisden, speelden een wedstrijd om te bepalen wie de winnaar van Derde Klasse zou worden.
| Datum      | Wedstrijd                         | Uitslag |
| ---------- | --------------------------------- | ------- |
| 08/05/1994 | RAA Louviéroise - K. Patro Eisden | 1-0     |

## Periodekampioenen

### Derde Klasse A
- Eerste periode: FC Denderleeuw, 15 punten
- Tweede periode: RCS Verviétois, 16 punten
- Derde periode: KSK Roeselare, 17 punten

### Derde Klasse B
- Eerste periode: R. Cappellen FC, 20 punten
- Tweede periode: K. Patro Eisden, 18 punten
- Derde periode: K. Patro Eisden, 18 punten

## Eindronde

### Promotie-eindronde

#### Ronde 1
In de eerste ronde van de eindronde traden acht derdeklassers aan, die aan elkaar gepaard werden. De vier winnaars van elk duel gaan door naar de volgende ronde. 
| Datum      | Wedstrijd                               | Uitslag        |
| ---------- | --------------------------------------- | -------------- |
| 07/05/1994 | Hoogstraten VV - FC Denderleeuw         | 2-1 (n.v.)     |
| 08/05/1994 | KSK Roeselare - KFC Vigor Wuitens Hamme | 1-3            |
| 08/05/1994 | KVV Overpelt-Fabriek - RCS Verviétois   | 0-0 (4-3 n.p.) |
| 08/05/1994 | R. Cappellen FC - KFC Herentals         | 1-1 (3-0 n.p.) |

#### Ronde 2
De vier winnaars uit ronde 1 worden aan elkaar gepaard en de winnaars spelen een finale.
| Datum      | Wedstrijd                                      | Uitslag |
| ---------- | ---------------------------------------------- | ------- |
| 15/05/1994 | R. Cappellen FC - Hoogstraten VV               | 2-1     |
| 15/05/1994 | KFC Vigor Wuitens Hamme - KVV Overpelt-Fabriek | 0-2     |

#### Finales
De twee winnaars van de tweede ronde spelen de finale.
| Datum      | Wedstrijd                              | Uitslag |
| ---------- | -------------------------------------- | ------- |
| 22/05/1994 | R. Cappellen FC - KVV Overpelt-Fabriek | 0-1     |

### Degradatie-eindronde
De twee teams die 15de eindigden, KFC Roeselare en KFC Heist Sportief, speelden een barragematch die zou bepalen wie zou degraderen.
| Datum      | Wedstrijd                          | Uitslag        |
| ---------- | ---------------------------------- | -------------- |
| 08/05/1994 | KFC Heist Sportief - KFC Roeselare | 2-2 (3-4 n.p.) |